# Ouzbékistan aux Jeux olympiques d'hiver de 2006
L'Ouzbékistan est représenté par quatre athlètes aux Jeux olympiques d'hiver de 2006 à Turin.

## Médailles
|             | Médaille d'or | Médaille d'argent | Médaille de bronze | Total |
| ----------- | ------------- | ----------------- | ------------------ | ----- |
| Ouzbékistan | 0             | 0                 | 0                  | 0     |

## Épreuves

### Patinage artistique
Couples
- Marina Aganina
- Artem Knyazev

Femmes
- Anastasia Gimazetdinova

### Ski alpin
Hommes
- Kayrat Ermetov